# Eleição presidencial da Nigéria em 2003
A eleição presidencial da Nigéria em 2003 foi a eleição para presidente realizada na Nigéria em 19 de abril de 2003 paralelamente às eleições parlamentares do país. Elas foram manchadas por algumas irregularidades e resultaram em Olusegun Obasanjo eleito Presidente.

## Contexto
Novas eleições foram organizadas pela primeira vez em quinze anos na nigéria por um governo civil. Olusegun Obasanjo era presidente civil desde 1999, depois de desligar o seu uniforme. Embora ele e seu partido fossem os claros favoritos, ele foi acusado de manipular a votação.

## Fraude eleitoral
Milhões de pessoas votaram várias vezes. A polícia em Lagos descobriu uma fraude eleitoral ao encontrar cinco milhões de cédulas falsas.
Observadores internacionais, incluindo da União Europeia, apontaram várias irregularidades em 11 dos 36 Estados federados nigerianos. Foram casos de cédulas de voto já preenchidas ou resultados posteriormente alterados. Em alguns estados, os padrões mínimos para eleições democráticas não foram cumpridos.
Quase todos os partidos da oposição recusaram-se a reconhecer o resultado. A comissão eleitoral registou, por exemplo, que na cidade Warri, no delta do rio Níger, de 135.739 eleitores, 133.529 votaram para a eleição parlamentar. Observadores relataram, no entanto, que até o sábado à tarde apenas alguns locais de votação tinham sido abertos. Ainda registraram que a contagem de tempo foi muito longa, em comparação a outros países, possibilitando a fraude eleitoral.

## Resultados eleitorais
| Candidatos                                             | Partidos                                               | Votos válidos | %     |
| ------------------------------------------------------ | ------------------------------------------------------ | ------------- | ----- |
| Olusegun Obasanjo                                      | Partido Democrático do Povo                            | 24 456 140    | 61.94 |
| Muhammadu Buhari                                       | Partido de Todos os Povos da Nigéria                   | 12 710 022    | 32.19 |
| Chukwuemeka Odumegwu Ojukwu                            | Grande Aliança de Todos os Progressistas               | 1 297 445     | 3.29  |
| Fonte: Comissão Nacional Eleitoral Independente (INEC) | Fonte: Comissão Nacional Eleitoral Independente (INEC) | 38 463 607    | 100.0 |